# Kościół Nawiedzenia Najświętszej Maryi Panny w Podbrzeżu
Kościół Nawiedzenia Najświętszej Maryi Panny w Podbrzeżu – kościół w Podbrzeżu (Paberžė) w rejonie kiejdańskim (Litwa).
Drewniany kościół wzniesiony został w 1859. Kościół wystawił baron Szylling, właściciel miejscowego majątku, na miejscu poprzedniej świątyni, zniszczonej przez pożar. Prawdopodobnie użył elementów drewnianej kaplicy (miejsce pochodzenia nieznane), pochodzącej z XVIII wieku.
Budynek na planie prostokąta, z wielobocznym zamknięciem części ołtarzowej oraz dwiema zakrystiami. Przód kościoła stanowi portyk z czterema murowanymi kolumnami, które podtrzymują trójkątny fronton. Nad portykiem ośmioboczna wieżyczka z ozdobnym hełmem. W podmurówce znajdują się kamienie młyńskie.
Wyposażenie wnętrza eklektyczne (elementy neogotyckie, neobarokowe, klasycystyczne, barokowe i ludowe) z cennym, barokowym ołtarzem głównym. Wewnątrz kościoła znajduje się kolekcja rzeźb kościelnych oraz obrazów (najstarszy pochodzi z 1604).
Obok kościoła znajduje się wolnostojąca, jednokondygnacyjna dzwonnica z drewna oraz kapliczki słupowe i rzeźbione krzyże. Na przykościelnym cmentarzu znajdują się groby miejscowych księży i właścicieli majątku. Ogrodzenie kościoła zbudowane jest z krat zdemontowanych w czasach komunizmu z grobów na okolicznych cmentarzach.
W pobliżu kościoła stoi plebania (o wyglądzie dworku) i spichlerz plebański. Mieści się w nich muzeum ze zbiorami etnograficznymi oraz sztuką kościelną (ornaty, kute krzyże, przedmioty codziennego użytku). Osobna ekspozycja upamiętnia Antoniego Mackiewicza, który był wikarym w Podbrzeżu.